# Shandonghalvön

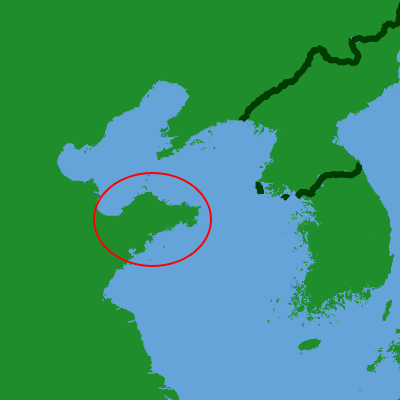

Shandonghalvön är en halvö i östra delen av Kina belägen mellan Bohai i norr och Gula havet i sydost. Halvön har en yta på 50 000  km² och utgör den östra tredjedelen av provinsen Shandong. Shandonghalvöns landskap är till stora delar kuperat och ganska kargt. Fiske och saltutvinning har sedan en lång tid tillbaka varit en tradition.